# Castelnaud-de-Gratecambe
Castelnaud-de-Gratecambe est une commune du Grand Sud-Ouest français, située dans le département de Lot-et-Garonne, en région Nouvelle-Aquitaine. En 2016, elle compte 499 habitants.

## Géographie

### Localisation
Castelnaud-de-Gratecambe est une commune située en Agenais, dans le quart nord-est du département de Lot-et-Garonne.

### Communes limitrophes
Castelnaud-de-Gratecambe est limitrophe de sept autres communes, dont Villeneuve-sur-Lot au sud, sur à peine trente mètres.
Les communes limitrophes sont  Beaugas, Boudy-de-Beauregard, La Sauvetat-sur-Lède, Lédat, Monflanquin, Pailloles et Villeneuve-sur-Lot.
| Beaugas   | Boudy-de-Beauregard      | Monflanquin          |
| Pailloles | Castelnaud-de-Gratecambe |                      |
| Lédat     | Villeneuve-sur-Lot       | La Sauvetat-sur-Lède |

### Hydrographie

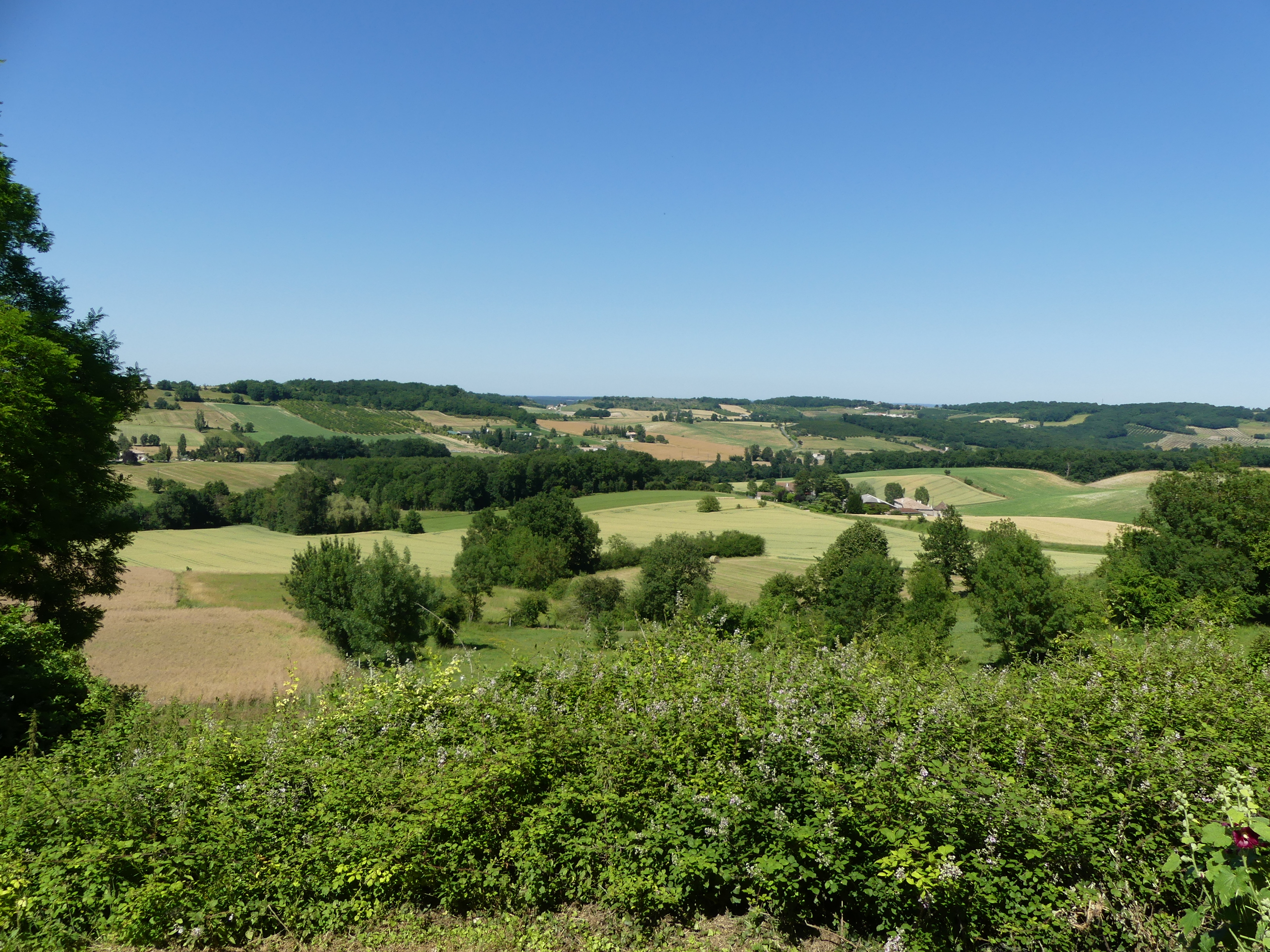
Le vallon de la Mascarde, au nord-est du bourg.

La commune est arrosée par deux affluents de la Lède, la Mascarde — qui prend sa source dans le nord-ouest de la commune — et l'Aygue-Rousse, cette dernière bordant le territoire communal à l'ouest.

### Climat
Pour des articles plus généraux, voir Climat de la Nouvelle-Aquitaine et Climat de Lot-et-Garonne.
Historiquement, la commune est exposée à un climat océanique aquitain.  
En 2020, Météo-France publie une typologie des climats de la France métropolitaine dans laquelle la commune est exposée à un climat océanique altéré et est dans la région climatique Aquitaine, Gascogne, caractérisée par une pluviométrie abondante au printemps, modérée en automne, un faible ensoleillement au printemps, un été chaud (19,5 °C), des vents faibles, des brouillards fréquents en automne et en hiver et des orages fréquents en été (15 à 20 jours).
Pour la période 1971-2000, la température annuelle moyenne est de 13 °C, avec une amplitude thermique annuelle de 15,2 °C. Le cumul annuel moyen de précipitations est de 832 mm, avec 11,6 jours de précipitations en janvier et 7,1 jours en juillet. Pour la période 1991-2020, la température moyenne annuelle observée sur la station météorologique la plus proche, située sur la commune de Cancon à 5 km à vol d'oiseau, est de 13,4 °C et le cumul annuel moyen de précipitations est de 852,4 mm,. Pour l'avenir, les paramètres climatiques de la commune estimés pour 2050 selon différents scénarios d'émission de gaz à effet de serre sont consultables sur un site dédié publié par Météo-France en novembre 2022.

## Urbanisme

### Typologie
Au 1er janvier 2024, Castelnaud-de-Gratecambe est catégorisée commune rurale à habitat très dispersé, selon la nouvelle grille communale de densité à sept niveaux définie par l'Insee en 2022.
Elle est située hors unité urbaine. Par ailleurs la commune fait partie de l'aire d'attraction de Villeneuve-sur-Lot, dont elle est une commune de la couronne,. Cette aire, qui regroupe 34 communes, est catégorisée dans les aires de 50 000 à moins de 200 000 habitants,.

### Occupation des sols

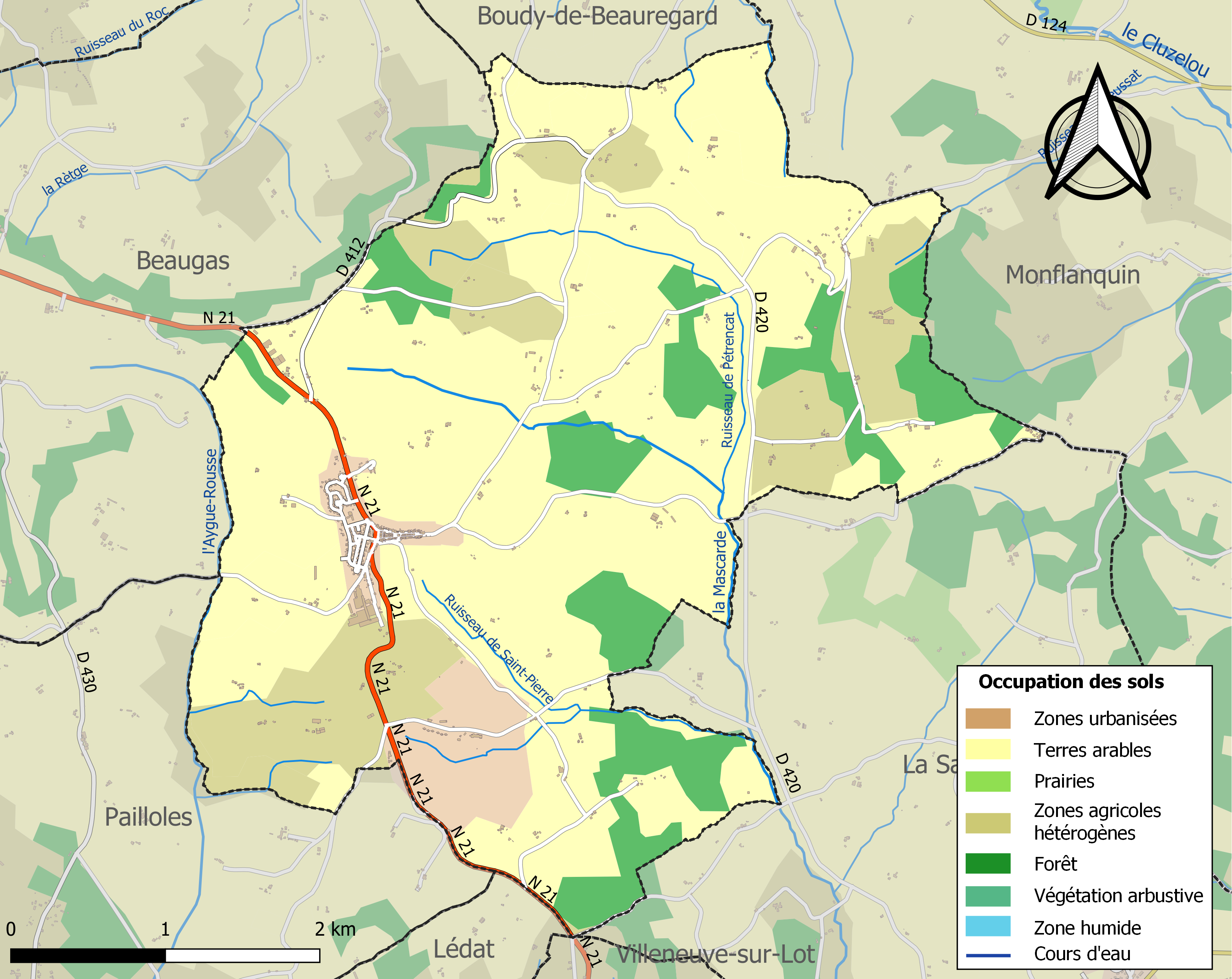
Carte des infrastructures et de l'occupation des sols de la commune en 2018 (CLC).

L'occupation des sols de la commune, telle qu'elle ressort de la base de données européenne d’occupation biophysique des sols Corine Land Cover (CLC), est marquée par l'importance des territoires agricoles (81,1 % en 2018), une proportion sensiblement équivalente à celle de 1990 (81,5 %). La répartition détaillée en 2018 est la suivante : 
terres arables (53,8 %), zones agricoles hétérogènes (16,4 %), forêts (12,7 %), cultures permanentes (11 %), espaces verts artificialisés, non agricoles (4,2 %), zones urbanisées (2 %). L'évolution de l’occupation des sols de la commune et de ses infrastructures peut être observée sur les différentes représentations cartographiques du territoire : la carte de Cassini (XVIIIe siècle), la carte d'état-major (1820-1866) et les cartes ou photos aériennes de l'IGN pour la période actuelle (1950 à aujourd'hui).

### Risques majeurs
Le territoire de la commune de Castelnaud-de-Gratecambe est vulnérable à différents aléas naturels : météorologiques (tempête, orage, neige, grand froid, canicule ou sécheresse), mouvements de terrains et séisme (sismicité très faible). Il est également exposé à un risque technologique, le transport de matières dangereuses. Un site publié par le BRGM permet d'évaluer simplement et rapidement les risques d'un bien localisé soit par son adresse soit par le numéro de sa parcelle.

#### Risques naturels
Les mouvements de terrains susceptibles de se produire sur la commune sont des affaissements et effondrements liés aux cavités souterraines (hors mines), des glissements de terrain et des tassements différentiels. Afin de mieux appréhender le risque d’affaissement de terrain, un inventaire national permet de localiser les éventuelles cavités souterraines sur la commune.

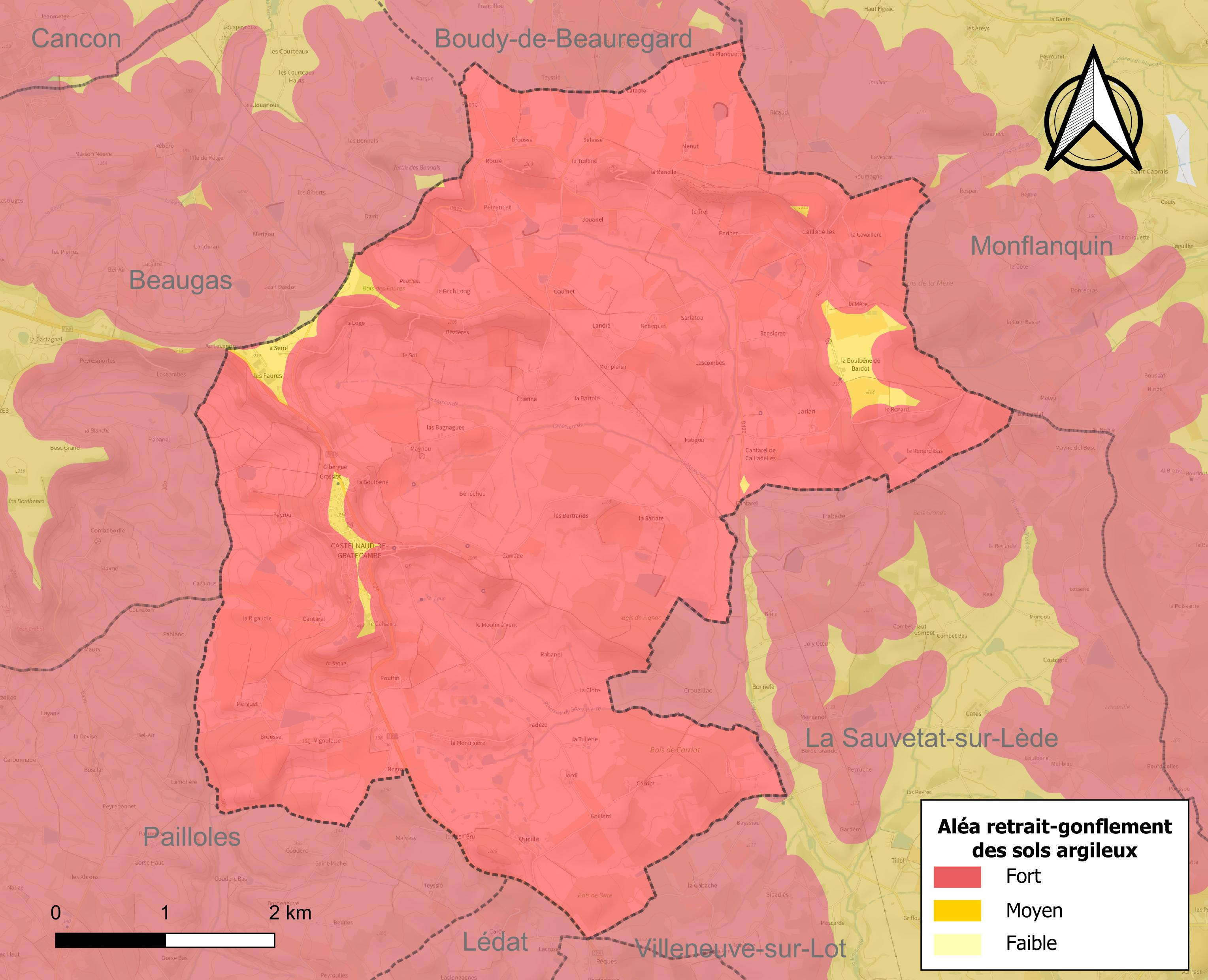
Carte des zones d'aléa retrait-gonflement des sols argileux de Castelnaud-de-Gratecambe.

Le retrait-gonflement des sols argileux est susceptible d'engendrer des dommages importants aux bâtiments en cas d’alternance de périodes de sécheresse et de pluie. La totalité de la commune est en aléa moyen ou fort (91,8 % au niveau départemental et 48,5 % au niveau national). Depuis le 1er octobre 2020, en application de la loi ELAN, différentes contraintes s'imposent aux vendeurs, maîtres d'ouvrages ou constructeurs de biens situés dans une zone classée en aléa moyen ou fort,.
La commune a été reconnue en état de catastrophe naturelle au titre des dommages causés par les inondations et coulées de boue survenues en 1982, 1993, 1999, 2006 et 2009, par la sécheresse en 1998, 2002, 2003, 2005, 2009, 2011 et 2017 et par des mouvements de terrain en 1999 et 2014.

## Toponymie
Le toponyme est documenté sous les formes latine Castrum novum (1307-1317) et romane Gratacamba (XIIIe siècle).
La graphie Castelnaud est une corruption de Castelnau qui signifie 'château neuf' (du latin castellum novum, le diminutif castellum ayant supplanté le latin classique castrum 'fort militaire').
Gratecambe est un toponyme composé des termes occitans :
- grata 'roche' dans lequel gr- renvoie à la racine préindoeuropéenne *kar- 'pierre' ;
- camba qui signifie 'courbe' ou 'hauteur arrondie' d'après Alphonse Trombetti[22].

N.B. une étymologie latine par gratus campus « camp agréable » n’est pas vraisemblable, ne peut pas donner « grate- » et conduirait à un toponyme terminé par « camp ».

## Histoire
Castelnaud de Gratecambe est une ancienne bastide de Guyenne, fondée au XIIIe siècle par Alphonse de Poitiers.

## Politique et administration

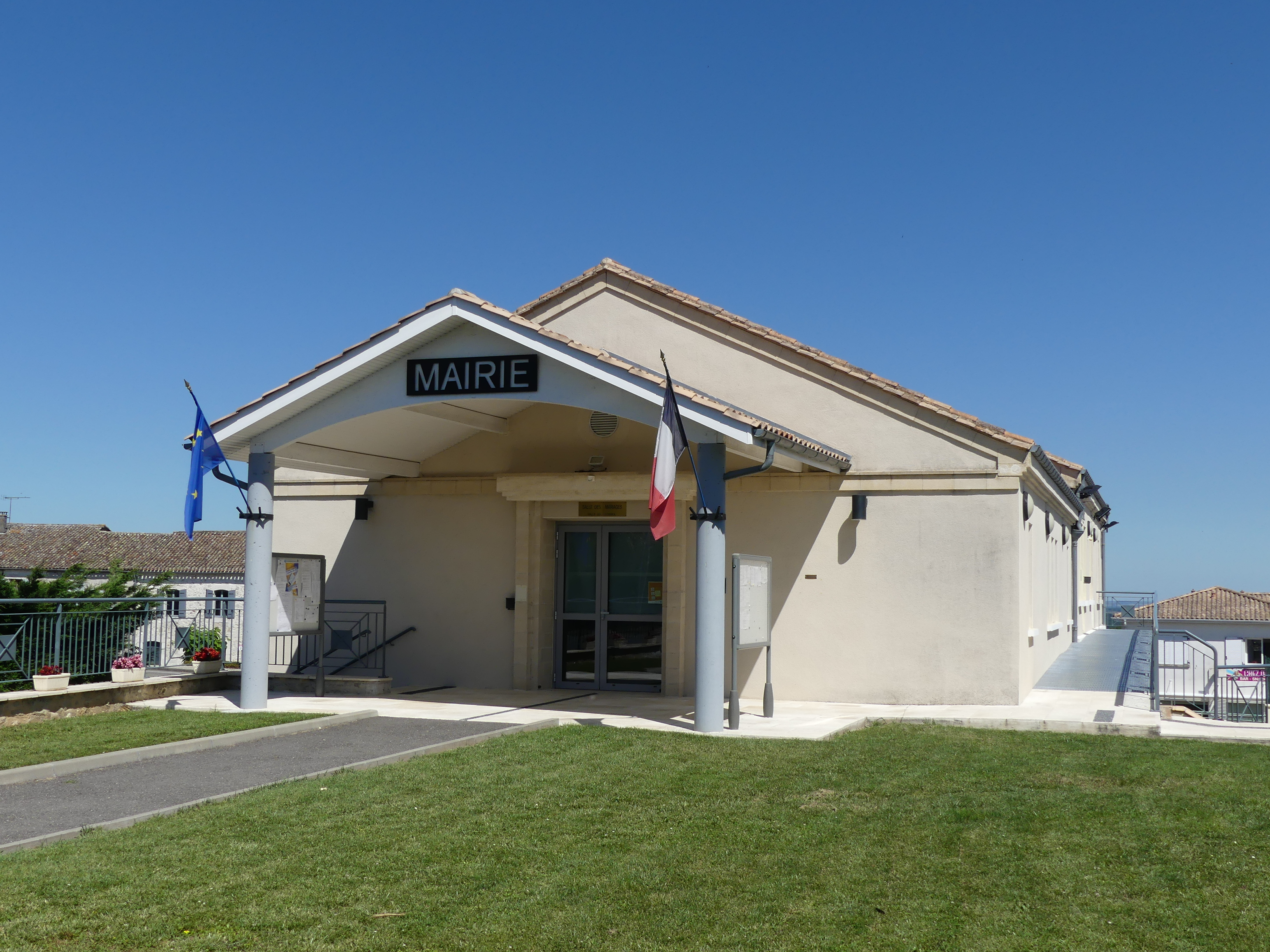
La mairie.

| Période                                  | Période   | Identité        | Étiquette | Qualité           |
| ---------------------------------------- | --------- | --------------- | --------- | ----------------- |
| 1945                                     | 1983      | Georges Saphy   |           |                   |
| mars 1983                                | mars 2014 | Michel Mazet    |           | Retraité agricole |
| mars 2014                                | juin 2020 | Olivier Garmond |           |                   |
| juin 2020                                | En cours  | Gilbert Serres  |           |                   |
| Les données manquantes sont à compléter. |           |                 |           |                   |

## Démographie
L'évolution du nombre d'habitants est connue à travers les recensements de la population effectués dans la commune depuis 1793. Pour les communes de moins de 10 000 habitants, une enquête de recensement portant sur toute la population est réalisée tous les cinq ans, les populations de référence des années intermédiaires étant quant à elles estimées par interpolation ou extrapolation. Pour la commune, le premier recensement exhaustif entrant dans le cadre du nouveau dispositif a été réalisé en 2008.

En 2022, la commune comptait 516 habitants, en évolution de +3,41 % par rapport à 2016 (Lot-et-Garonne : −0,18 %, France hors Mayotte : +2,11 %).
| 1793 | 1800 | 1806 | 1821 | 1831  | 1836 | 1841 | 1846 | 1851 |
| ---- | ---- | ---- | ---- | ----- | ---- | ---- | ---- | ---- |
| 588  | 489  | 652  | 735  | 1 038 | 968  | 983  | 883  | 856  |

| 1856 | 1861 | 1866 | 1872 | 1876 | 1881 | 1886 | 1891 | 1896 |
| ---- | ---- | ---- | ---- | ---- | ---- | ---- | ---- | ---- |
| 871  | 830  | 783  | 841  | 839  | 709  | 679  | 650  | 628  |

| 1901 | 1906 | 1911 | 1921 | 1926 | 1931 | 1936 | 1946 | 1954 |
| ---- | ---- | ---- | ---- | ---- | ---- | ---- | ---- | ---- |
| 668  | 617  | 615  | 525  | 530  | 517  | 564  | 471  | 431  |

| 1962 | 1968 | 1975 | 1982 | 1990 | 1999 | 2006 | 2008 | 2013 |
| ---- | ---- | ---- | ---- | ---- | ---- | ---- | ---- | ---- |
| 442  | 463  | 428  | 465  | 513  | 517  | 542  | 549  | 499  |

| 2018 | 2022 | - | - | - | - | - | - | - |
| ---- | ---- | - | - | - | - | - | - | - |
| 518  | 516  | - | - | - | - | - | - | - |

## Lieux et monuments
- L'église paroissiale Saint-Martin, reconstruite au XIXe siècle[28]. Elle est inscrite à l'Inventaire général du patrimoine culturel[29].
- L'église paroissiale Saint-Pierre de Cailladelles du XIIe siècle et modifiée au XIXe siècle[30]. Elle est inscrite à l'Inventaire général du patrimoine culturel[31].
- Le manoir de Merguet du XVIe siècle[32].

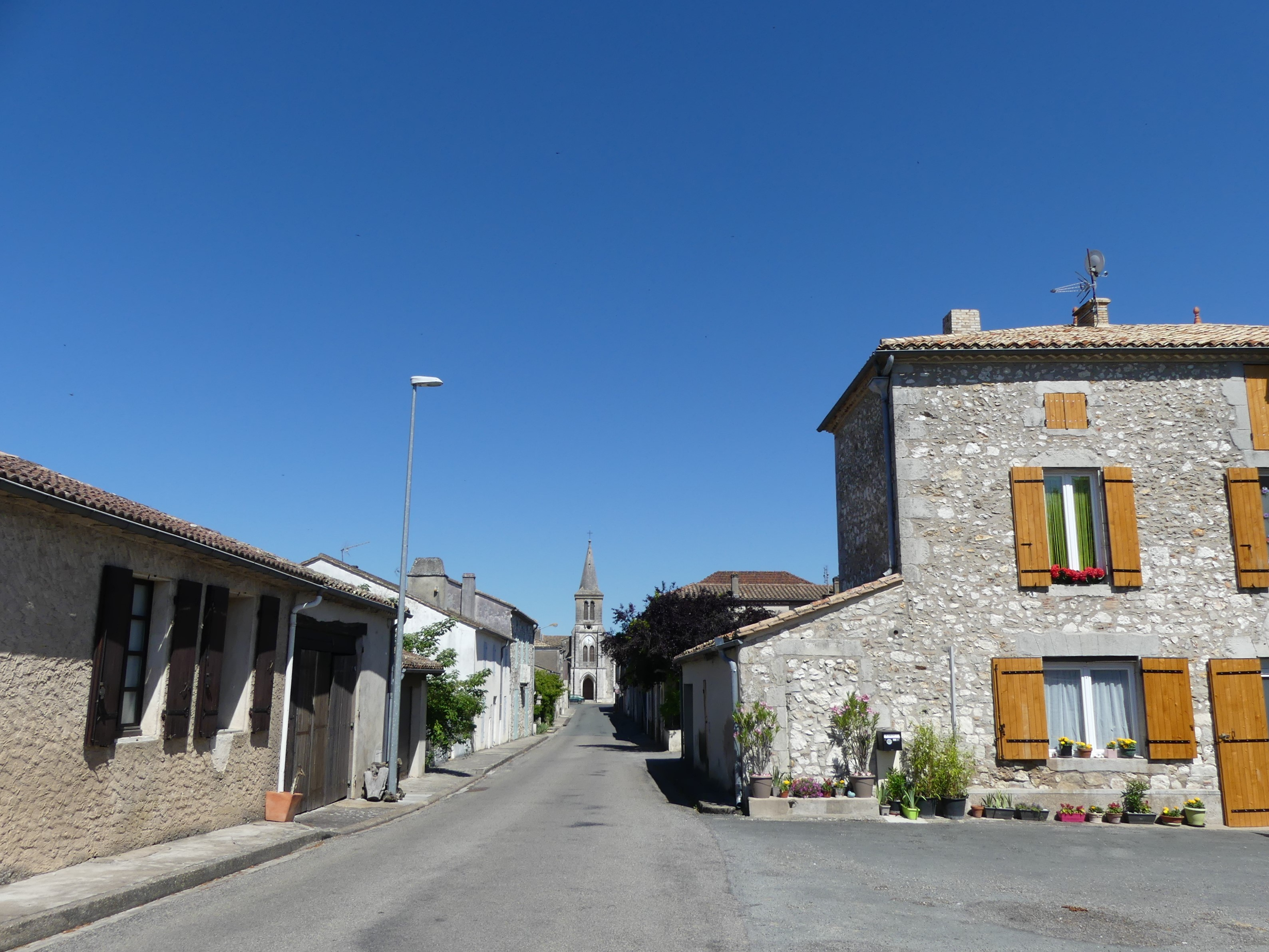
La rue menant à l'église Saint-Martin.
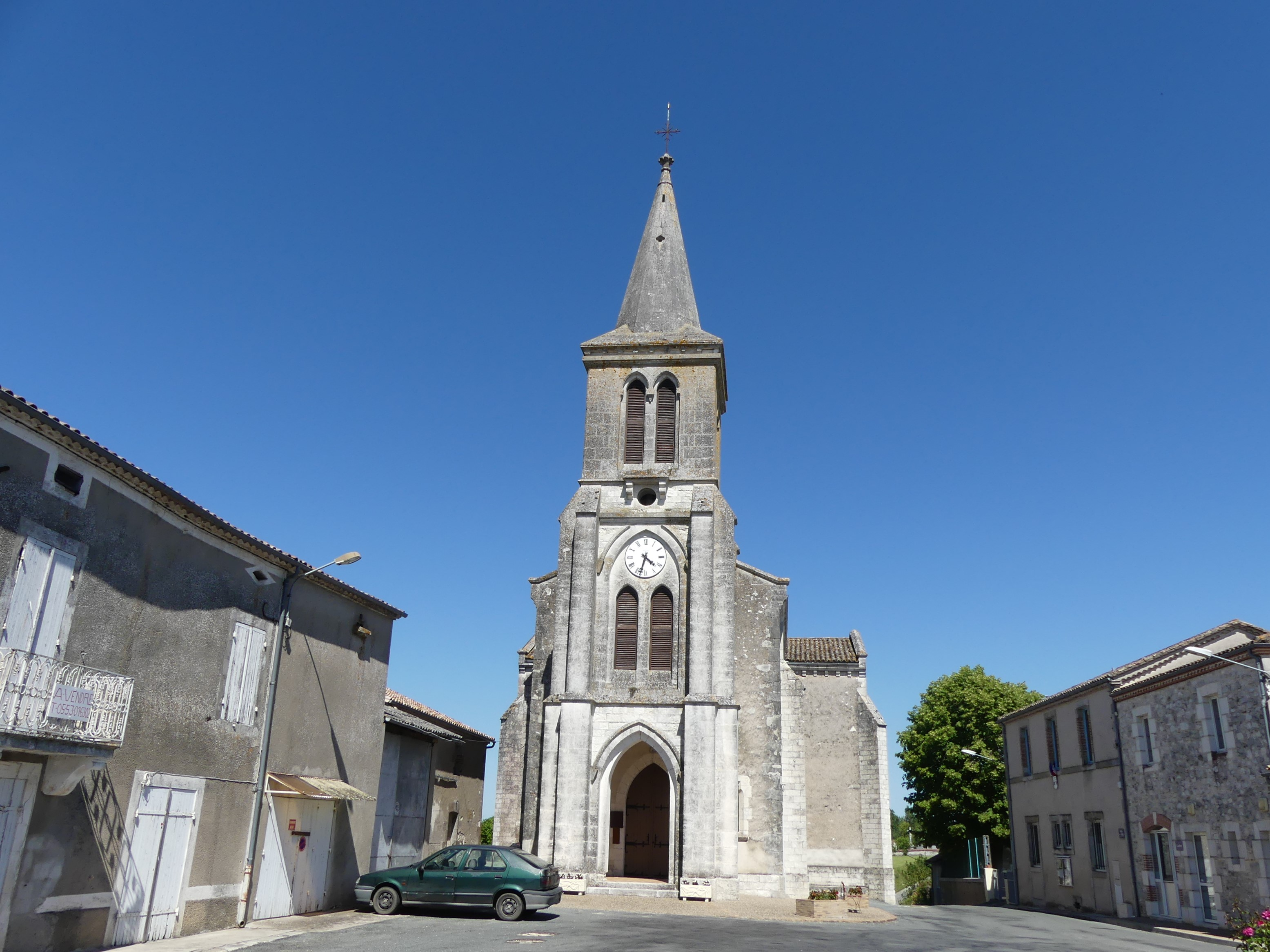
L'église Saint-Martin.
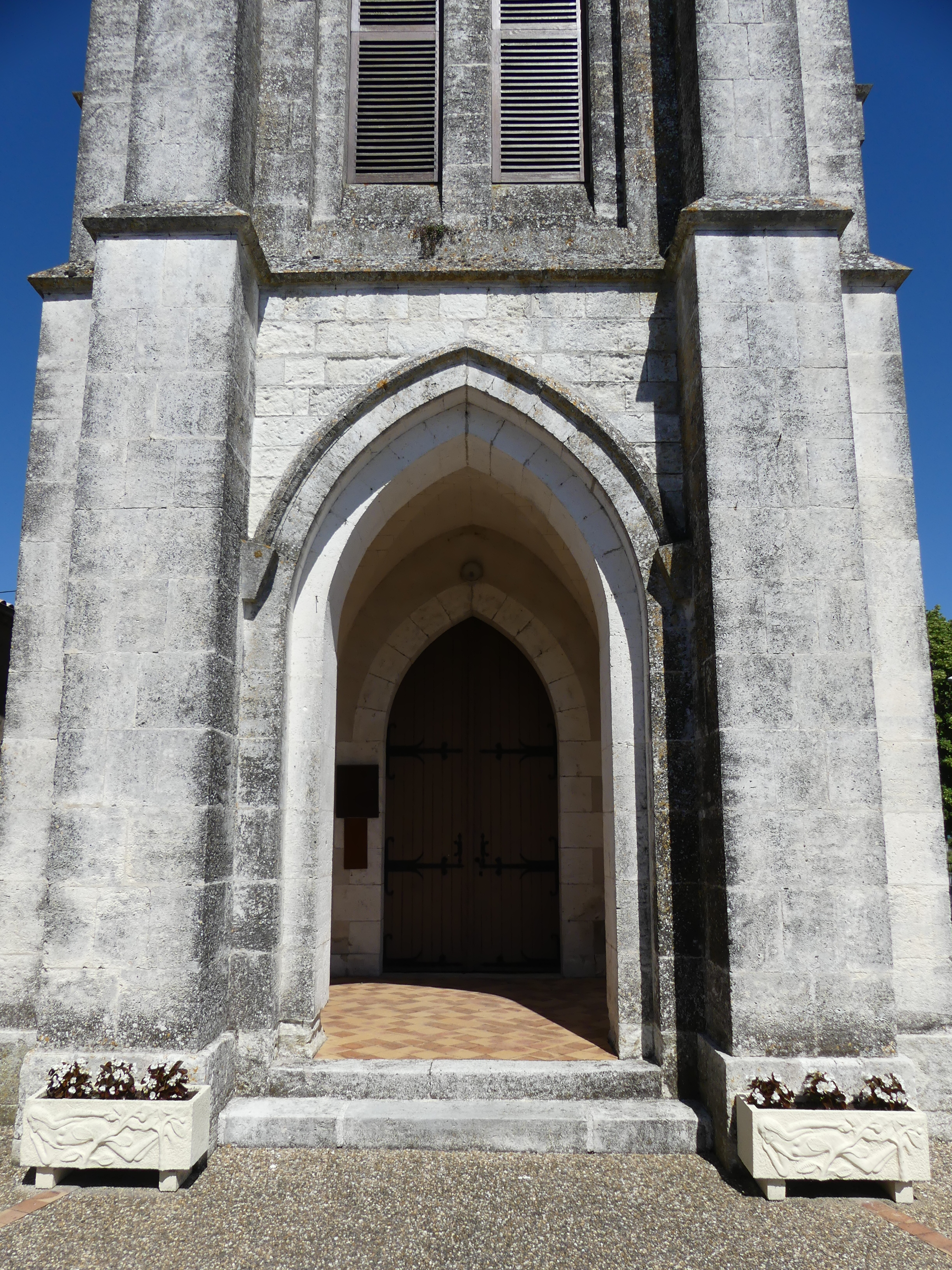
Son porche.
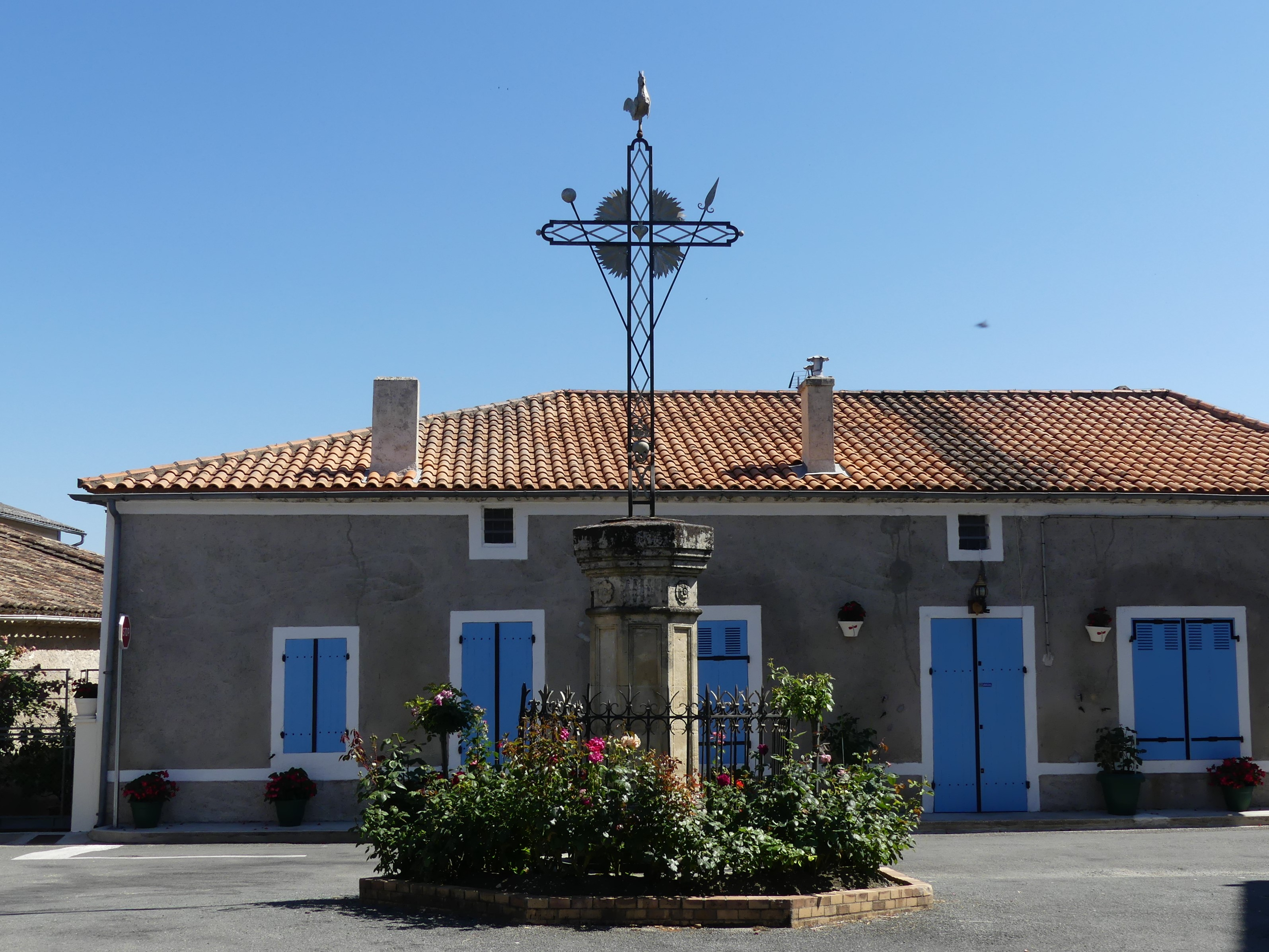
Croix sur la place devant l'église.
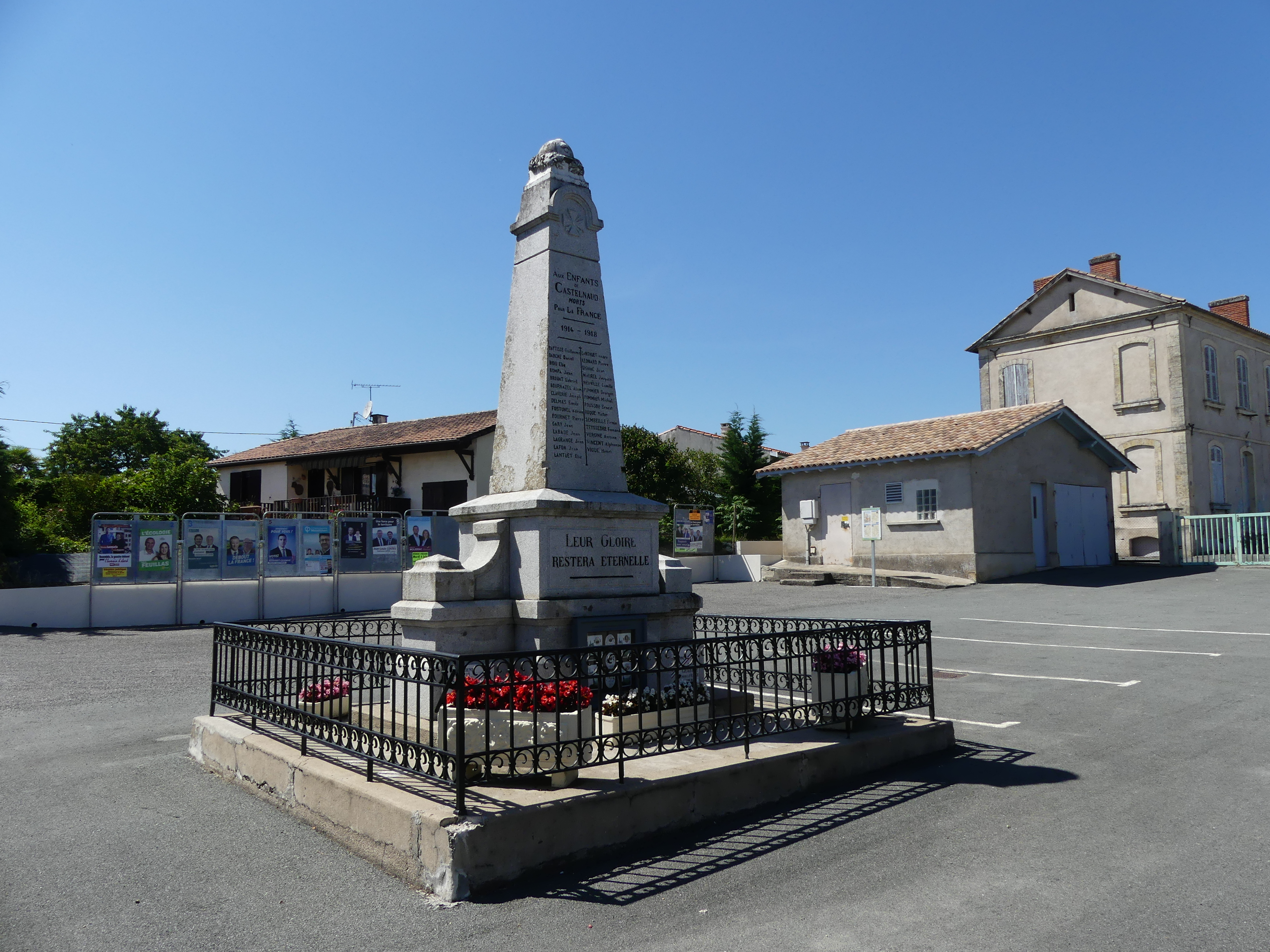
Le monument aux morts.